# Nabil Ayouch
Nabil Ayouch   (París, 1 d'abril de 1969) és un director, productor i guionista francès. Les seves pel·lícules s'han projectat a festivals internacionals de cinema, com ara al Festival de Cinema de Canes i al Festival de Cinema Mundial de Montreal. És membre de l'Acadèmia de les Arts i les Ciències Cinematogràfiques, l'Acadèmia dels César i l'Acadèmia del Cinema Àrab. Ayouch treballa i viu a Casablanca i està casat amb la cineasta i actriu marroquina Maryam Touzani.

## Trajectòria
Ayouch va néixer l'any 1969 a París, fill d'un pare marroquí i una mare francesa d'ascendència jueva tunisiana. El seu germà és també el director Hicham Ayouch. Després del divorci dels seus pares, va passar una bona part de la seva infantesa al municipi de Sarcelles, viatjant a Casablanca als estius. Ayouch cita el fet de descobrir el cinema internacional al centre cultural local, el Forum des Cholettes, com el fet decisiu de la seva carrera cinematogràfica.
Va començar la seva carrera com a guionista i director a l'agència de publicitat Euro-RSCG. L'any 1992 va dirigir Les Pierres bleues du désert, un primer curtmetratge amb Jamel Debbouze que narra la història d'un jove convençut que hi ha grans pedres blaves al desert. El 1993, va acabar instal·lant-se a Casablanca, on va dirigir dos curtmetratges, Hertzienne connexion (1993) i Vendeur de silence (1994), pels quals va rebre el reconeixement internacional.
El 1997 va dirigir el seu primer llargmetratge Mektoub, que va representar el Marroc als premis Oscar. També va dirigir els llargmetratges Une Minute de soleil en moins (2003) i Whatever Lola Wants (2008), produïts per Pathé. El 1999 va crear una productora Ali n'Productions per ajudar els joves directors a consolidar les seves carreres. Va guanyar el premi Ecumènic l'any 2000 al Festival de Cinema Mundial de Montreal amb la pel·lícula Ali Zaoua, prince de la rue.
La pel·lícula Les chevaux de Dieu del 2012 està basada en la novel·la de Mahi Binebine Les Etoiles de Sidi Moumen. A Les chevaux de Dieu, Ayouch explora la radicalització que es pot produir a partir de la pobresa i el masclisme extrem, fent al·lusió als atemptats de Casablanca de 2003. La pel·lícula va competir a la secció Un certain regard del 65è Festival Internacional de Cinema de Canes. També va ser la proposta del Marroc per als Premis Oscar de 2012 celebrats el febrer de 2013. El 2021, la pel·lícula d'Ayouch Haut et Fort va ser seleccionada per al 74è Festival Internacional de Cinema de Canes.
La pel·lícula d'Ayouch Much Loved, que té lloc a Marràqueix, va provocar polèmica a causa de les seves escenes de sexe, especialment l'escena en què Loubna Abidar fa una fel·lació a un home. La pel·lícula va ser finalment prohibida al Marroc.